# Podregion Salo
Podregion Salo (fiń. Salon seutukunta) – podregion w Finlandii, w regionie Varsinais-Suomi.
W skład podregionu wchodzą gminy:
- Salo,
- Somero.